# Patna
Paṭnā pronunciationⓘ (Hindi: पटना) là thủ phủ của bang Bihar, một trong những cố đô của Ấn Độ và cũng là một trong những địa điểm có dân định cư liên tục cổ nhất thế giới.
Thành phố Patna hiện nay nằm bên bờ nam của sông Hằng khi sông này chảy qua cùng với các nguồn nước kết hợp của các sông Ghagra, Son và Gandak. Nơi thành phố tọa lạc, con sông Hằng linh thiêng trông giống biển hơn sông: vĩ đại, rộng và vô bờ bến.
Thành phố khoảng 1.8 triệu dân này có chiều dài khoảng 25 km và rộng từ 9–10 km.
Các trung tâm hành hương Phật giáo và Jaina Vaishali, Rajgir hay Rajgriha, Nalanda, Bodhgaya, và Pawapuri nằm gần thành phố này. Patna cũng là một thành phố linh thiêng đối với những người Sikh. Bậc thầy "con người" thứ 10 và cuối cùng của họ là Guru Gobind Singh, sinh ra ở đây. Trong thành phố có nhiều công trình và tượng đài liên quan đến quá khứ lịch sử vinh quang của thành phố. Ngoài vai trò là trung tâm hành chính của bàng và tầm quan trọng lịch sử, thành phố cũng là một trung tâm y tế và giáo dục. Đây là trung tâm của các sinh viên từ Bihar ôn luyện để tham gia các cuộc thi. Nhiều cơ sở giáo dục đã đến đây. Khu vực thành cổ bao bọc được người dân địa phương gọi là Thành Patna, là một trung tâm thương mại lớn.